# Vénestanville
Vénestanville is een gemeente in het Franse departement Seine-Maritime (regio Normandië) en telt 147 inwoners (1999). De plaats maakt deel uit van het arrondissement Dieppe.

## Geografie
De oppervlakte van Vénestanville bedraagt 2,6 km², de bevolkingsdichtheid is 56,5 inwoners per km².
De onderstaande kaart toont de ligging van Vénestanville met de belangrijkste infrastructuur en aangrenzende gemeenten.

## Demografie
Onderstaande figuur toont het verloop van het inwonertal (bron: INSEE-tellingen).